# Pete Monti
Pete Monti (Brixham, 2 oktober 1941 - Oostende, 25 februari 2001) was een zanger uit de Belgische stad Oostende. Zijn werkelijke naam is Pierre Bollenberg, maar hij werd bekend onder de artiestennaam Pete Monti.
Pierre Bollenberg is de broer van Lucy Monti (Lucienne Bollenberg) waarmee hij regelmatig samen optrad en samen enkele Oostendse liederen schreef. Hij deed zijn eerste optredens tijdens de zomerseizoenen van 1956 en 1957. Hij werd in 1958 België's sympathiekste teenager-zanger genoemd. In dat jaar trad hij tijdens de zomer op in Cabaret Eden op de Zeedijk te Blankenberge. Hij trad ook regelmatig op in het toenmalige "wit paard" van Oostende voor hoofdzakelijk Engelse toeristen.
De laatste jaren van zijn leven trad hij vooral op aan boord van cruiseschepen. Pete Monti is in West-Vlaanderen en meer bepaald in Oostende vooral gekend omwille van zijn meer volkse liederen in het Oostendse dialect waarvan tegenwoordig "Oostende kan ik noois vergeten" nog het meest gekende is.

## Discografie

### Compilatiealbums
Telkens met Oostende kan ik noois vergeten:
- Hier spreekt men Oostends 1 (1973)
- Hier spreekt men Oostends 2 (1974)

### Singles
- De Blauwe zee - 1969 - (met op de B-kant: In Arizona) - Belgaphone 1009
- Wonderbaar (met op de B-kant: Is het droom, is het echt) - Gamma RW 1032
- Lena - 1968 - (met op de B-kant: Young Love) - Barclay 60 932 (Frankrijk)
- Girl of my dreams - 1965 - (met op de B-kant Chicke Chicke Boum ) - Weekend - 18.030
- I Love You - 1963 - (met op de B-kant: Je kent me nog niet) - Decca - 23.421
- Just teenagers Love - 1960 - (met op de B-kant: Loose for the blues) - Century
- My favorites - 1957 -(met op de B-kant: Pour Johny) - Century - 9.0556
- Oh Geena - 1956?- (met op de B-kant Love me more) - Barclay (1956?)

### Bekendste liederen
- Oostende kan ik noois vergeten